# Nicolae Andronic
Nicolae Andronic (n. 13 mai 1959, Cotiujenii Mari, raionul Șoldănești) este un politician din Republica Moldova.
A fost semnatar al Declarației de independență (la 27 august 1991) și deputat în primul Parlament al Republicii Moldova (1990-1994), precum și vicepreședinte al Parlamentului Republicii Moldova în anul 1994.

## Biografie
Nicolae Andronic s-a născut la 13 mai 1959, în satul Cotiujenii Mari, raionul Șoldănești, RSS Moldovenească, într-o familie de intelectuali. În anul 1981 a absolvit Facultatea de Drept a Universității de Stat din Moldova. A obținut titlu de Doctor în drept. Este căsătorit și are doi copii. Nicolae Andronic este nașul de cununie al jurnalistei Valentina Ursu.
În anii 1981-1986 activează în calitate de stagiar, anchetator la Procuratura Strășeni, apoi anchetator superior la procuraturile raioanelor Frunze și Sovietic ale capitalei. În 1986 a lucrat în calitate de referent superior, secția juridică, aparatul Prezidiului Sovietului Suprem al RSSM. În anii 1990-1992 activează în calitate de consultant superior în aparatul Parlamentului Republicii Moldova. Din 2001 pînă în prezent este avocat.

## Activitate politicǎ
În anul 1989 este membru al comisiei pentru elaborarea proiectelor de lege privind limbile vorbite pe teritoriul Republicii Moldova. În anii 1990-1998 este deputat în Parlamentul Republicii Moldova. În 1994 exercită funcția de vicepreședinte al Parlamentul Republicii Moldova. În 1993-1994 activează în calitate de președinte al comisiei pentru reforma judiciară și de drept și vicepreședinte al comisiei de redactare a noii constituții. În 1999 este președinte al comisiei pentru reforma teritorială si descentralizare a puterii în stat. La 22 mai 1998 este numit în funcția de viceprim-ministru în Guvernul Ion Ciubuc (2), apoi în 1999-2000 deține funcția de prim-viceprim-ministru în Guvernul Ion Sturza. În 2004 a fost ales în funcția de președinte al Partidul Țărănesc Creștin Democrat din Moldova, care apoi a fost redenumit în Partidului Popular Republican.
Pe 13 aprilie 2014 a avut loc un congres al partidului, în cadrul căruia Nicolae Andronic i-a cedat formațiunea lui Renato Usatîi, și Partidul Popular Republican a fost redenumit în „Partidul Nostru”. Pe 10 iunie 2014 Ministerul Justiției a respins înregistrarea modificărilor la statutul Partidului Popular Republican invocând nereguli în procedura convocării congresului.
Pe 8 februarie 2015 a avut loc Congresul al IV-lea repetat al Partidului Popular Republican, în cadrul căruia a fost ales noul președinte al formațiunii și aprobată decizia de modificare a denumirii partidului în “Partidul Nostru”, dar și a statutului și programului politic al formațiunii, prin votul unanim al celor 97 de delegați prezenți la congres. Au fost repetate toate acțiunile de la congresul din anul precedent, ținând cont de formalități; astfel Renato Usatîi a fost ales președinte al Partidului Nostru, la propunerea lui Nicolae Andronic, care a menționat că se retrage din funcție și nu va mai candida pentru un nou mandat.

## Decorații
Decorat cu:
- Ordinul Republicii (2012)[9]
- Ordinul de Onoare
- Medalia „Meritul Civic” (1996)[10]
- Decorații Bisericești pentru calitatea de sponsor al unor lăcașe sfinte.

## Cărți publicate
- Nicolae Andronic — „Opt ani în Parlament”
- Nicolae Andronic — „Suveranitatea de Stat a Republicii Moldova”
- Nicolae Andronic — Monografia „Cotiujenii Mari”